# Nina Prinz
Nina Prinz (* 5. November 1982 in Leutkirch im Allgäu) ist eine deutsche Motorradrennfahrerin.

## Leben
Nina Prinz ist auf dem elterlichen Bauernhof im Westallgäu aufgewachsen und lernte, wie in landwirtschaftlichen Familienbetrieben üblich, schon als Kind den Umgang mit Traktoren, Maschinen und Fahrzeugen. Beeinflusst vom Vater, der früher Eisspeedway-Rennen gefahren ist, hat sie besonderes Interesse an motorisierten Zweirädern entwickelt. Mit acht Jahren ist sie schon Moped gefahren. Mit zwölf Jahren nahm sie das erste Mal an einem Pocket-Bike-Rennen des örtlichen Motorsportclub teil.
Auch ihre erste Teilnahme an nationalen Meisterschaften war auf dem Pocket Bike. Im Jahr 2000 fuhr sie im ADAC Junior Cup auf 125-cm³-Zweitaktmaschinen und belegt den 21. Platz. 2001 stieg sie in die Deutsche Meisterschaft (IDM) ein und startete in der Supersport-600-Klasse. 2006 erfolgte der Einstieg in die Superbike-Klasse der IDM. 2007 fuhr Nina Prinz im Werksteam von Ducati den European Women's Cup Superstock und wurde auf einer Ducati 1098 R Europameisterin. In den Jahren 2008 und 2009 trat sie für das Yamaha-Werksteam von Michael Galinski in der IDM Superbike an konnte sich erfolgreich im Fahrerfeld behaupten.
Zur Saison 2010 wechselte Nina Prinz in die Klasse IDM Supersport. Durch einen Unfall mit einem Supermoto während eines Trainings und der darauffolgenden Genesung konnte sie nicht in der IDM starten und fuhr im Rahmen der belgischen Langstreckenmeisterschaft einige Läufe sowie bei dem Ducaticlubrennen in Oschersleben.
Nach ihrer gelungenen Vorstellung 2011 in der QMMF (QERT2) bei der Langstrecken-Weltmeisterschaft 2011 auf dem Losail International Circuit in Doha, Katar nahm sie 2012 an der bereits laufenden internationalen Meisterschaft in Katar erfolgreich teil. Mit Unterstützung der QMMF fuhr sie dort auf einer Suzuki GSX-R 1000 mit Fahrern aus der British Superbike Championship und ehemaligen MotoGP-fahrern. Sie errang als erste Frau in Katar Podiumsplätze in einer Motorsport-Meisterschaft.
Bei der Langstrecken-WM 2012 in Losail errang sie zusammen mit ihren Teamkollegen den ersten Platz in der Weltmeisterschaft mit dem QER-Team. Im Rahmen der Speedweek 2012 in Oschersleben gelang ihr mit den Kollegen Anthony West und Nasser Al Malki der dritte Platz in der Stock-Klasse auf einer Suzuki GSX-R 1000 K9.
Nina Prinz startete 2013 im Rahmen der QIRRCH in Katar weiter durch und sicherte sich schon viele Topplatzierungen. In Zusammenarbeit mit Suzuki verbringt sie viel Zeit auf deutschen Rennstrecken. Sie vermittelt als Instruktorin bei Rennveranstaltern Rookies und auch Racern ihr Wissen. In Privattrainings kümmert sie sich im Rahmen einer Einzelbetreuung um Hobbyfahrer. Im Rahmen der Superbike-IDM bewegt sie das Renntaxi, bei dem gestandene Männer und Frauen ins Schwitzen kommen.
Neben ihren vielen Reisetätigkeiten zu den Rennstrecken und zu Messen arbeitet sie in Kassel bei einem Immobilienbüro und bereitet sich dort auf die nächsten Einsätze vor.

## Erfolge
- 1995: 3. Platz Deutsche Meisterschaft Pocket-Bike
- 1999:

1. Platz Deutsche Meisterschaft Pocket-Bike
1. Platz Deutsche Meisterschaft Midi-Bike
4. Platz Europa Meisterschaft Pocket-Bike
- 2000:

21. Platz ADAC Junior Cup
1. Platz Baden Württembergische Meisterschaft
- 2002: 24. Platz IDM Supersport 600 auf Yamaha
- 2003: 21. Platz IDM Supersport 600 auf Yamaha
- 2004: 12. Platz IDM Supersport 600 mit TEAM 71 auf Yamaha
- 2005:

9. Platz IDM Supersport 600 mit TEAM 71 auf Yamaha
16. Platz EM Supersport 600 mit TEAM 71 auf Yamaha
- 2007: Europameisterin European Women's Cup Superstock auf Ducati
- 2008: Europameisterin European Women's Cup Superstock auf Yamaha
- 2008: 12. Platz IDM Superbike auf YAMAHA YZF-R1
- 2009: 21. Platz IDM Superbike auf Yamaha YZF-R1
- 2010: 24. Platz IDM Supersport auf Kawasaki
- 2011:

5. Gesamtplatz Belgische Langstrecke
Zweimal 2. Platz Festival Italia
1. Platz Biketoberfest
6. Platz Endurance WM SST mit dem QERT2 -Frauemteam in Losail
- 2012:

4. Platz Gesamtwertung QIRRCH (Internationale Katarische Meisterschaft)
1. Plätze bei den Masters of Speed mit der Ducati Panigale
1. Platz Endurance WM SST mit dem QERT -team in Losail